# مونتالبانو يونيكو
مونتالبانو يونيكو (بالإيطالية: Montalbano Jonico)‏ هي بلدية في مقاطعة ماتيرا في إقليم بازيليكاتا الإيطالي.

## السكان
في سنة 1861 بلغ عدد السكان 2٬490 نسمة، وتطور العدد ليصل في سنة 2011 لـ 7٬427 نسمة.
يظهر هذا المخطط البياني تطور النمو السكاني لـ مونتالبانو يونيكو